# 4 свадьбы (телепрограмма, Украина)
«4 Свадьбы» (укр. «4 Весілля») — реалити-шоу, в котором невесты посещают свадьбы друг друга, после чего выбирают лучшую по их мнению. Победительница свадебного соревнования получает подарок — романтическое путешествие на двоих.
Премьера шоу «4 свадьбы» на канале 1+1 состоялась 1 сентября 2011. «4 свадьбы» — одно из наиболее рейтинговых семейных реалити-шоу на канале.
С 19 ноября 2018 года шоу выходит на телеканале «ТЕТ» в изменённом формате.
Программу для канала 1+1 производит ТО «Лезина-Еремеева» по британскому формату Four Weddings.

## Правила шоу
В каждой серии участвуют четыре реальные невесты. Они стремятся превзойти друг друга в эффектности брачной церемонии, оригинальности платья, масштабности банкета т.д. Невесты по очереди гуляют на свадьбах друг у друга, после чего выставляют свои оценки.
Невесты оценивают:
- место свадьбы;
- платье;
- меню;
- общие впечатления.

Максимальное количество баллов за каждую позицию — 75. Таким образом общая сумма баллов за свадьбу не может превышать 300. Возможность выставлять «0» баллов сведена к минимуму. Участница, которая все же делает это, очень рискует и увеличивает свой шанс на проигрыш.
В итоге та невеста, свадьба которой получила наивысшие баллы, выигрывает от программы путешествие на двоих.
А для остальных начинается самое интересное, поскольку каждая получает возможность узнать, что же девушки рассказали о её празднике. Тут и раскрывается истинный женский характер — обсуждая чужую свадьбы, невесты обычно не сдерживаются в выражениях.
«Четыре свадьбы» — это непростой марафон, одна программа может сниматься в течение 2-3 месяцев, параллельно работают несколько съёмочных групп. У программы очень сложный монтаж, ведь надо собрать из четырёх абсолютно разных свадеб одну целостную программу", -продюсер Виктория Лезина-Масляная.

## Изменённый формат
Начиная с седьмого сезона, один выпуск программы описывает одну свадьбу. С понедельника по четверг участницы ходят на торжества к соперницам (в 1-6 сезонах шоу выходило 1 раз в неделю, описывая в каждом выпуске все 4 свадьбы). В пятницу происходят бурные обсуждения — девушки собираются, чтобы посплетничать о платьях, угощениях, гостях и даже женихах.
Другие правила, касающиеся выставления баллов, остались неизменными.